# رامون ميركادير
رامون ميركادير (بالإسبانية: Ramón Mercader) ، من مواليد 7 فبراير 1913 ، وتوفي بتاريخ 18 أغسطس 1976م، وهو سياسي سوفيتي، شارك في إحدى عمليات القتل بالمكسيك وغيرها، حيث قامت المخابرات السوفيتية بتجنيده بحثا عن ليون تروتسكي حتى قام باغتياله بمساعدة إفريقا دي لاس إراس، منح الاتحاد السوفيتي ميدالية بطلاً للإتحاد السوفيتي عام 1961م.

## وصلات خارجية
- رامون ميركادير على موقع IMDb (الإنجليزية)
- رامون ميركادير على موقع الموسوعة البريطانية (الإنجليزية)

- Asaltar los Cielos, Spanish documentary about the life of Ramón Mercader, at IMDBase